# Harpa costata
Espèce
Harpa costata est une espèce de mollusques gastéropodes appartenant à la famille des Harpidae.
- Répartition : océan Indien et ouest de l’océan Pacifique.
- habitat : sable
- Longueur : 6 à 11 cm[1].

Il attrape les crabes avec son large pied et les digère avec sa salive.

## Source
- Arianna Fulvo et Roberto Nistri (2005). 350 coquillages du monde entier. Delachaux et Niestlé (Paris) : 256 p.  (ISBN 2-603-01374-2)